# ماتناكاش
ماتناكاش هو خبز أرمني تقليدي مخمر، يُخبز على شكل قشرة بيضاوية سميكة، بالأرمنية تعني كلمة ماتناكاش "سحب الإصبع"، في إشارة إلى طريقة تحضيره المميزة.

## المكونات
يخبز من دقيق القمح المطحون والخميرة بأنواع مختلفة، يوضع في فرن خاص ويكون على شكل أرغفة بيضاوية أو مستديرة، يُكتسب اللون الذهبي عن طريق طلاء سطح الأرغفة بخلاصة الشاي المحلاة قبل الخبز.

## الوصف
يحظى ماتناكاش بشعبية كبيرة في الأماكن ذات الكثافة السكانية الأرمنية الكبيرة نتيجةً للشتات الأرمني.
في الحقبة السوفيتية في ثلاثينيات القرن الماضي أصبح يُنتج بكميات كبيرة في أرمينيا السوفيتية.

## معرض صور

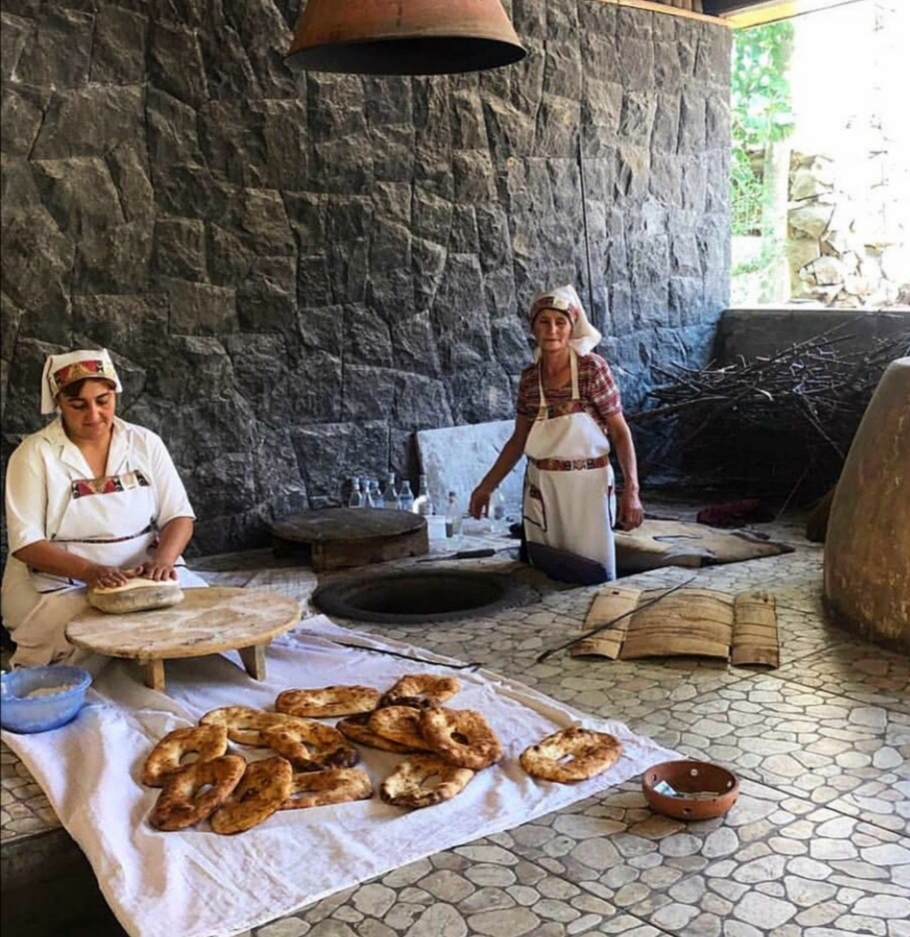
نساء يصنعن الخبز
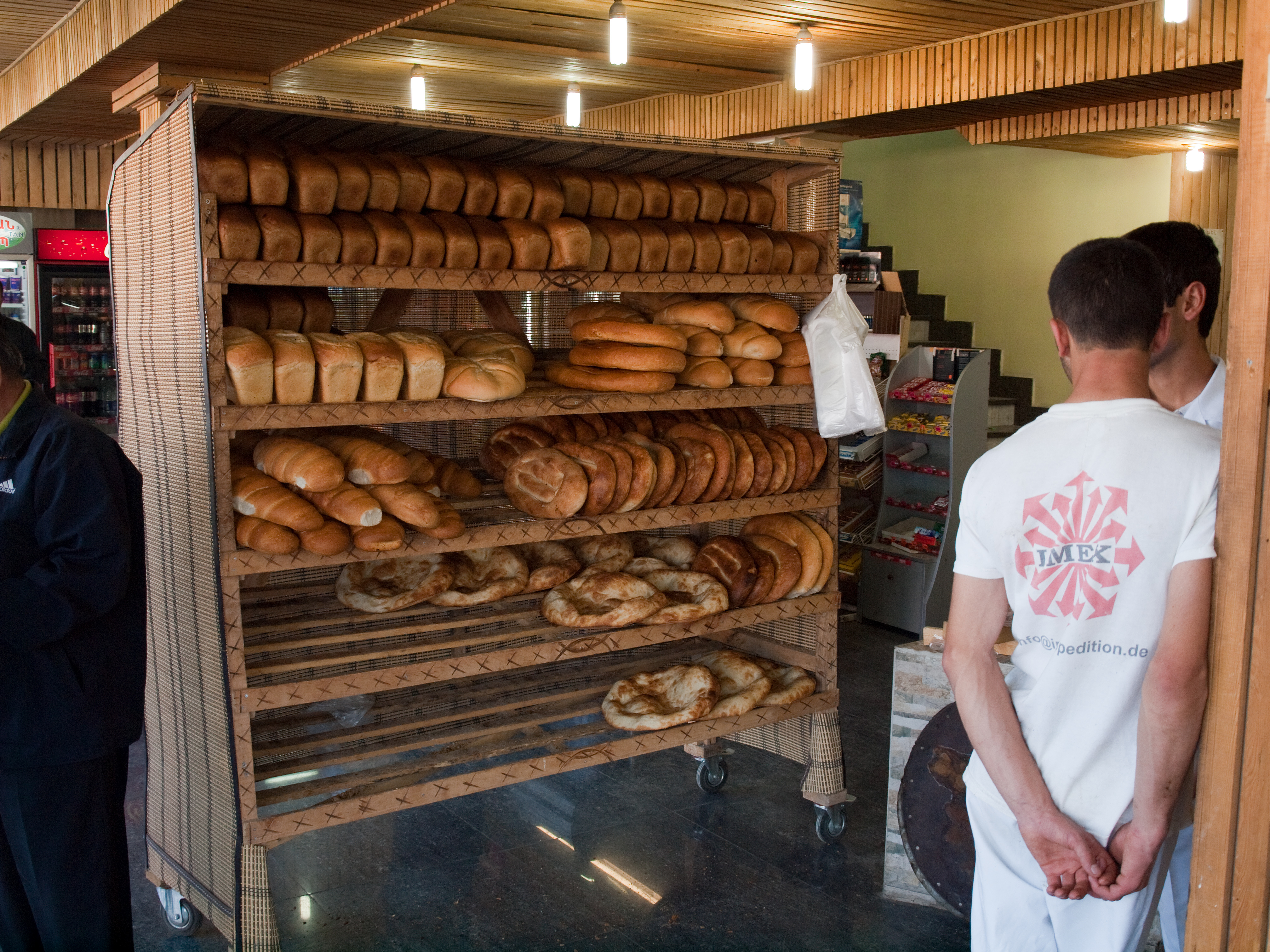
خبز في الفرن
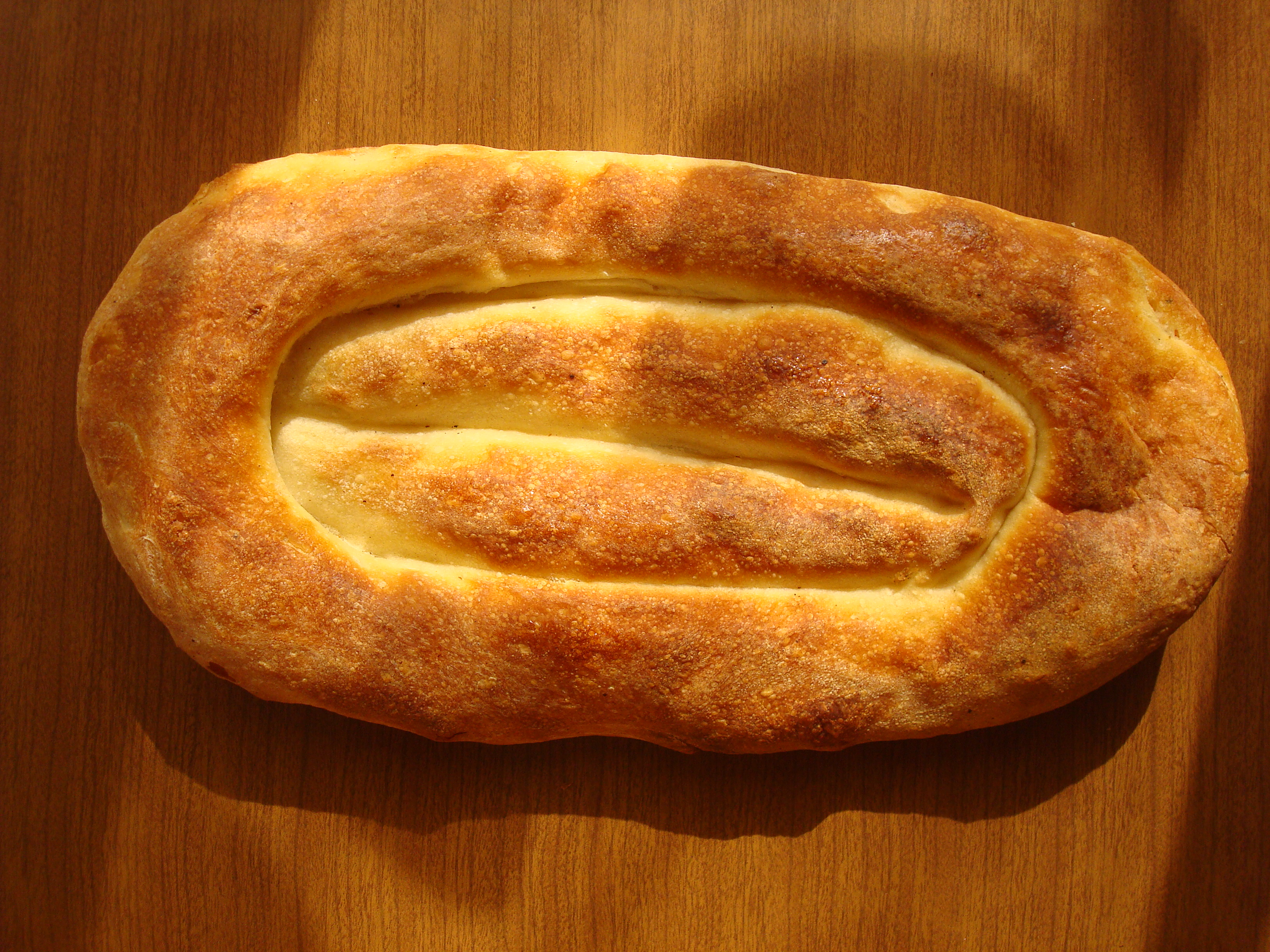
خبز ماتناكاش